# Костянтин IV
Костянти́н IV (лат. Flavius Constantinus, грец. Κωνσταντίνος Δ′;  близько 650 — 10 липня 685) — імператор Візантії з 668 по 685 роки. Йому часто приписують ім'я Погонатос (грец. Πωγωνάτος) — «бородатий», що насправді належить його батькові Константу II.

## Біографія

### Походження
Костянтин IV був старшим сином Константа II. Він залишився у Константинополі після від'їзду батька до Італії, та перенесення його резиденції в Сиракузи, попри всі прохання батька. Константа II було убито в Сиракузах у 668 році.

### Правління
По тому Костянтина IV проголошено імператором. Жителі Сиракуз, проте обрали імператором вірменина Мецетія, який закликав сарацинів на допомогу. Але Костянтин швидко придушив заколот і покарав його ватажків, вирушивши на чолі флоту до Сицилії. Потім проти Костянтина виступили його брати Тиверій та Іраклій, які також мали титули Августів. Спираючись на азійські легіони, вони зажадали розділити з ним владу, посилаючись на приклад Святої Трійці. Але Костянтин наказав стратити представників легіонів, що принесли йому цю вимогу. Цим він настрашив заколотників та привів їх до покори. Братів же простив і звільнив від покарання. Коли вони у 682 році спробували ще раз провести замах на нього, він наказав відрізати їм носи (фізична потворність позбавляла право на престол) і позбавив їх титулу Августа.

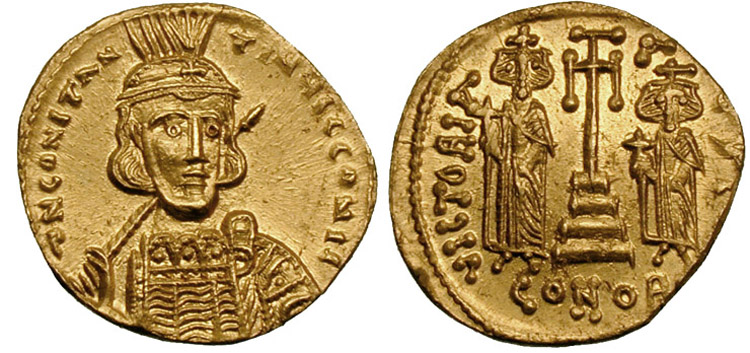
Солідус з зображенням Констянтина IV та його братів (до 681)

На його рахунку багаторічна війна з Арабським халіфатом. У 678 році араби обложили Константинополь і столицю врятував тільки грецький вогонь, яким було знищено флот арабів. Костянтин уклав мир з халіфом Муавією. Межі імперії залишилися незмінними. У 679 році Костянтин IV не зміг запобігти просуванню болгар під проводом хана Аспаруха в Мезію, тому мусив признати болгарське царство. У 680–681 роках воював знову з болгарами, які пройшли до Македонії під керівництвом хана Кувера, перейшовши Дунай після розпаду Великої Булгарії. Зазнав невдачі та визнав створення нового Болгарської держави, яке зайняло і деяку частину фракійських земель імперії.
У церковних справах примирився з папою римським та скликав 6-й Вселенський собор (III Константинопольський) у 680–681, що підтвердив засудження монофелітів, прийняте на Халкідонському соборі (після арабського нашестя більшість монофелітів залишилося на окупованих арабами землях).
Імператор помер молодим від дизентерії, у віці 33 років, встигнувши оголосити свого сина Юстиніана II співправителем та спадкоємцем.

## Канонізація
Канонізований у Православ'ї як Святий Благовірний Римський Імператор Константин IV. День Пам'яті - 3 вересня.